# Фаббри, Леонардо
Леонардо Фаббри (итал. Leonardo Fabbri; род. 15 апреля 1997, Баньо-а-Риполи, Тоскана) — итальянский легкоатлет, толкатель ядра. Чемпион Европы 2024 года, серебряный призёр чемпионата мира 2023 года. Участник летних Олимпийских игр 2020 года в Токио.

## Биография
Первый международный опыт Леонардо Фаббри получил в 2013 году на молодёжном чемпионате мира в Донецке, где он не прошёл квалификацию в финал с результатом 17,14 метров. Затем он выиграл бронзовую медаль на Европейском олимпийском спортивном фестивале в Утрехте с результатом 17,76 метра. В следующем 2014 году он участвовал в Юношеских Олимпийских играх в Нанкине и занял там седьмое место с результатом 18,96 метров.
Принимал участие на Олимпийских играх в Токио, где не смог квалифицироваться в финал с результатом 20,80 метров и занял итоговое 14-е место.
В 2022 году он сошёл с дистанции с результатом 19,73 метров в квалификационном раунде на чемпионате мира в Юджине. В августе он занял седьмое место на чемпионате Европы в Мюнхене с результатом 20,72 метров.
В 2019, 2020 и 2023 годах Фаббри становился чемпионом Италии в толкании ядра на открытом воздухе, а также в помещении с 2018 по 2021 и 2023 годы.
В 2023 году на чемпионате мира по лёгкой атлетике, который состоялся в Будапеште, итальянский атлет, в толкании ядра, с персональным рекордом 22,34 метра стал серебряным медалистом чемпионата мира.
15 мая 2024 года установил личный рекорд — 22,95 м.
В в июне 2024 года на чемпионате Европы в Риме стал обладателем золотой медали с рекордом чемпионатов Европы — 22,45 м.